# Jean Marsh
Jean Lyndsey Torren Marsh (Stoke Newington, Londres, 1 de julio de 1934-Londres, 13 de abril de 2025) fue una actriz británica, guionista ocasional y cocreadora de las series de televisión Upstairs, Downstairs y The House of Eliott.
Marsh recibió el premio Emmy a la mejor actriz protagonista de serie dramática por su interpretación de Rose Buck en Upstairs, Downstairs en 1975. Volvió a interpretar el papel para el revival de la BBC emitido en diciembre de 2010.

## Primeros años
Marsh nació en Stoke Newingston, Londres, y era la hija de Emmeline Susannah Nightingale Poppy, una empleada de bar y de guardarropa de teatro, y Henry Charles John Marsh, encargado del mantenimiento del exterior y asistente de impresión.

## Carrera
En Inglaterra, cuando Marsh era joven, estudió interpretación y mímica, y trabajó como cantante de cabaret y modelo fotográfica. Durante los años 50 y 60, Marsh hizo apariciones en series de televisión británica y estadounidense, incluyendo un episodio de The Twilight Zone titulado The Lonely (1959), donde interpretaba a Alicia, una robot femenina muy atractiva y vivaz, The Moon and Sixpence (1959) junto a Laurence Olivier y Denholm Elliott, The Wonderful World of Disney (1961), Gideon's Way (1965), I Spy (1967), El Santo (4 episodios entre 1964 y 1968), y UFO.
Apareció varias veces en la serie de la BBC Doctor Who. La primera vez apareció junto a William Hartnell en el serial de 1965 The Crusade como Lady Joanna. Volvió después ese mismo año como la acompañante Sara Kingdom en el serial de 12 episodios The Daleks' Master Plan. Aunque el personaje murió al final de ese serial, Marsh repitió el papel de Sara Kingdom en audioteatros a partir de 2008. También apareció en el serial de televisión de 1989 Battlefield. Marsh apareció como Bertha Mason Rochester en la versión de George C. Scott y Susannah York de Jane Eyre dirigida por Delbert Mann. La película se estrenó en cines en Reino Unido en 1970, y se estrenó en los Estados Unidos en televisión en 1971.
Junto a Eileen Atkins creó el drama de época Upstairs, Downstairs, e interpretó el papel de la sirvienta Rose Buck mientras duró la serie, entre 1971 y 1975. El programa se hizo popular internacionalmente. Marsh recibió el Emmy a la mejor actriz por su papel en 1975 y fue nominada al mismo premio en 1974 y 1976. También fue nominada a dos Globos de Oro por el mismo papel.
Marsh fue la presentadora de los cortos de animación del Festival Internacional de Animación de 1977. Después de otras apariciones en televisión como invitada, se convirtió en actriz secundaria regular en la serie de televisión 9 to 5 entre 1982 y 1983.
En el cine tuvo un papel en la película de Alfred Hitchcock Frenesí (1972), e interpretó a la Sra. Grey en The Eagle Has Landed (1976), las respectivas villanas de las películas de fantasía Oz, un mundo fantástico (1985) y Willow (1988). Marsh y Eileen Atkins crearían una segunda serie de televisión, The House of Eliott, que se produjo entre 1991 y 1992. Esta vez, Marsh no actuó en la serie, pero escribió algunos de los episodios. En 1994, hizo el papel de villana en la serie de Nickelodeon y Thames Television remake de The Tomorrow People, y apareció en las producciones para televisión Fatherland y The Pale Horse.
De 2000 a 2002, Marsh apareció en The Ghost Hunter, y en 2007 apareció en el West End, en el revival de Boeing en el Comedy Theatre. También hizo una aparición en la adaptación de 2007 de Jane Austen de Sentido y sensibilidad. Apareció como Lizzie en la producción de Babycow Productions Sensitive Skin en 2007 junto a Joanna Lumley. Apareció en un episodio de Crooked House en diciembre de 2008.
El 26 de diciembre de 2010, la BBC hizo un revival de tres partes de Upstairs, Downstairs, y el primer episodio se emitió en BBC One el 26 de diciembre de 2010 como parte de la programación navideña. Marsh repitió su papel de Rose Buck, que había vuelto a Londres para llevar una agencia de sirvientes domésticos tras un periodo que pasó cuidando de su madre en Suffolk. Eileen Atkins, quien cocreó la serie original con Marsh, también actuó en la nueva serie. Estaba ambientada en la misma casa de Londres de la serie original de ITV, el número 165 de Eaton Place, esta vez en 1936. Después, empezó a emitirse una temporada completa de la nueva serie en febrero de 2012, aunque el personaje de Marsh apareció menos frecuentemente por razones de salud.
Marsh también ha escrito varios libros: Fiennders Abbey, The House of Eliott' y Iris.

## Vida personal
Marsh estuvo casada con Jon Pertwee desde 1955 hasta su divorcio en 1960. Ha tenido relaciones con Albert Finney, Kenneth Haigh, y el director de cine Michael Lindsay-Hogg.
El 3 de octubre de 2011, la BBC anunció que Marsh había sufrido un infarto y se perdería el principio de la segunda temporada de Upstairs, Downstairs. Finalmente sólo pudo aparecer en dos escenas en toda la temporada, y el programa fue cancelado.
Marsh fue nombrada Oficial de la Orden del Imperio Británico en los Honores del Aniversario de 2012, por sus servicios al drama.

## Libros
- Jean Marsh, The House of Eliott, Sidgwick & Jackson Ltd (Nov 1993), 978-0283061554; St. Martin's Press (February 1994), ISBN 978-0-312-10996-7
- Jean Marsh, Fiennders Keepers, Macmillan (1996), ISBN 978-0-333-63211-6; St. Martin's Press (May 1997), ISBN 978-0-312-15528-5
- Jean Marsh, Iris, St. Martin's Press (July 2000), ISBN 978-0-312-26182-5; Macmillan (February 2003), ISBN 978-0-333-71154-5
- Jean Marsh, Fiennders Abbey, Pan (5 Aug 2011), ISBN 978-1-4472-0007-9